# Chotel (gmina)
Chotel (początkowo Chotel Czerwony; od 1951 Wiślica) – dawna gmina wiejska istniejąca do 1950 roku w woj. kieleckim (dzisiejsze woj. świętokrzyskie). Nazwa gminy pochodzi od wsi Chotel, lecz siedzibą władz gminy była Wiślica. 
Za Królestwa Polskiego gmina należała do powiatu pińczowskiego w guberni kieleckiej. 13 stycznia 1870 do gminy przyłączono pozbawioną praw miejskich Wiślicę.
W okresie międzywojennym gmina Chotel należała do powiatu pińczowskiego w woj. kieleckim. 1 kwietnia 1928 do gminy Chotel włączono wieś Kuchary z gminy Czarkowy, wieś i folwark Jurków z gminy Złota oraz  wieś Kobylniki z gminy Zagość, natomiast z gminy Chotel wyłączono wieś i folwark Skorocice oraz folwark Aleksandrów, włączając jе do gminy Zagość.
Po wojnie gmina zachowała przynależność administracyjną. 1 stycznia 1951 roku gmina została zniesiona przez przemianowanie na gminę Wiślica.